# Burgruine Gensberg
Die Burgruine Gensberg, auch Gänsberg genannt, ist die Ruine einer Wasserburg im Ortsteil Kleinmehring (Am Gensberg 1) der Gemeinde Großmehring im Landkreis Eichstätt in Bayern. Die Anlage liegt 400 m westlich der Filialkirche St. Michael von Kleinmehring.
Von der mittelalterlichen Wasserburganlage vom Typus einer Turmhügelburg (Motte) sind noch Reste der Ringmauer und des Wassergrabens erhalten. Die Anlage ist unter der Aktennummer D-1-76-129-19 als denkmalgeschütztes Baudenkmal von Kleinmehring verzeichnet. Ebenso wird sie als Bodendenkmal unter der Aktennummer D-1-7235-0179 im Bayernatlas als „mittelalterliche Wasserburg“ geführt.

## Geschichte
Die früheste Erwähnung eines dortigen Ortsadels fand 1319 mit Ulrich Haslär von Zagelheim statt, Zageheim war der frühere Name von Kleinmehring. Die Burg selbst wird erst 1356 urkundlich fassbar, als ein Ritter Wolfart der Zenger von dem Gennsperg genannt wurde. Sie war Lehen des Benediktinerinnenklosters Neuburg an der Donau. Nach den Zengern kam die Burg in den Besitz der Herren von Hemberg, 1417 verkaufte sie ein Ullrich Hemberger an Herzog Ludwig VII. den Bärtigen. Vermutlich wurde die Burg 1546 im Schmalkaldischen Krieg zerstört. 1983 wurde der Burghügel modern überbaut.